# Aira (botanica)
Aira L., 1753 è un genere di piante della famiglia delle Poacee (o Gramineae, nom. cons.), originario dell'Europa occidentale e meridionale, dell'Asia centrale e sud-occidentale, e dell'Africa.

## Tassonomia

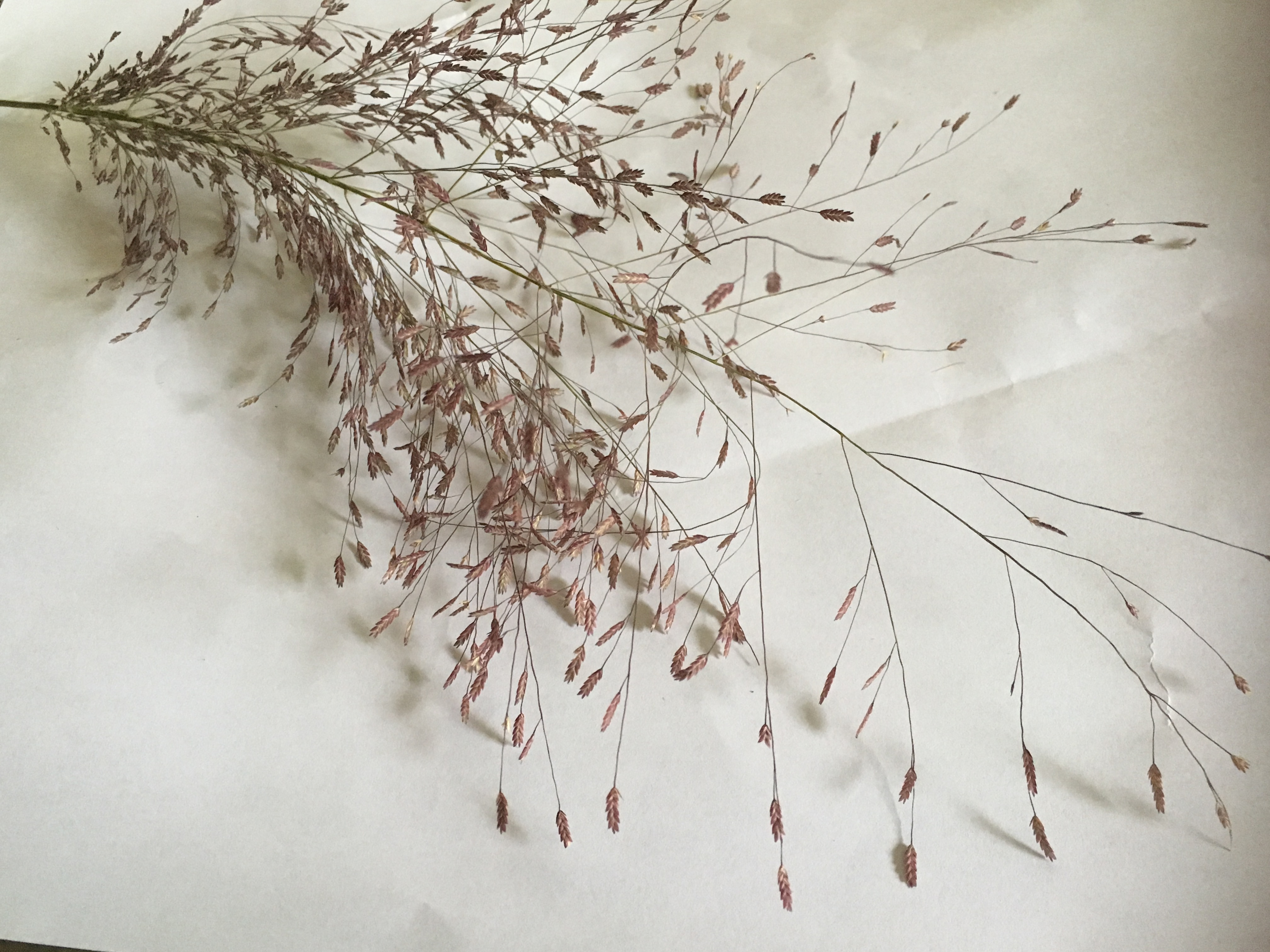
Infiorescenza di Aira sp.

Il genere comprende le seguenti specie:
- Aira caryophyllea L.
- Aira cupaniana Guss.
- Aira elegans Willd. ex Roem. & Schult.
- Aira hercynica Romero Zarco, M.Á.Ortiz & L.Sáez
- Aira minoricensis P.Fraga, Romero Zarco & L.Sáez
- Aira multiculmis Dumort.
- Aira praecox L.
- Aira provincialis Jord.
- Aira scoparia Adamovic
- Aira tenorei Guss.
- Aira uniaristata Cav.

## Usi
Diverse specie vengono coltivate come piante ornamentali e utilizzate nelle composizioni floreali secche.